# Cabañas de la Sagra
Cabañas de la Sagra è un comune spagnolo di 1 312 abitanti situato nella comunità autonoma di Castiglia-La Mancia.